# Pavel Timofeevič Gorgulov
Pavel Timofeevič Gorgulov (in russo Павел Тимофеевич Горгу́лов?; Labinsk, 29 giugno 1895 – Parigi, 14 settembre 1932) è stato un assassino russo.
Noto in Francia come Pavel o Paul Gorgouloff o Gorguloff, fu un emigrato russo che sparò e ferì a morte il presidente francese Paul Doumer ad una fiera del libro che si tenne all'Hôtel Salomon de Rothschild di Parigi il 6 maggio 1932 e per questo fu condannato a morte.

## Primi anni
Gorgulov nacque a Labinsk nella regione di Kuban. Studiò medicina e prestò servizio durante la Prima Guerra Mondiale dove sopravvisse rimanendo ferito gravemente alla testa. Durante la Rivoluzione russa del 1917 supportò l'esercito l'Armata Bianca contro i bolscevichi, successivamente si trasferì a Praga, in Cecoslovacchia, dove ebbe occasione di terminare i suoi studi ma venne espulso dal paese per aver praticato aborti, all'epoca pratica ancora illegale nel paese.
Si trasferì in un primo momento a Parigi e poi Nizza dove nel 1931 venne accusato di pratiche mediche illegali rischiando l'espulsione, gli venne concessa però la richiesta di trasferirsi a Monaco, città dove visse fino al 4 marzo 1932.

## Ideologia
Gorgulov perseguiva una visione esoterica di ideali politici e credenze che univano una visione romantica e idealizzata della antica cultura scizia, delle steppe russe e della cultura contadina rurale con un forte ultranazionalismo. La maggior parte della conoscenze dell'ideologia di Gorguloff proviene dalle sue stesse opere, scritte principalmente durante il suo soggiorno a Parigi. Una delle sue opere, Il contadino nazionale, il suo ideale sistema di governo che si auspicava per la Russia: un totalitarismo gestito interamente da un Partito Verde. Questo stato sarebbe stato guidato da un "dittatore verde", basato sul concetto nazionalsocialista del Führerprinzip. Gorguloff era un entusiasta ammiratore del fascismo. Il suo ultimo libro, trovato dalla polizia al momento del suo arresto, si intitola "Memorie del dottor Pavel Gorgulov, supremo presidente del Partito Politico dei Fascisti Russi assassino del presidente della repubblica". Gorgulov era inoltre sostenitore del "suprematismo russo" e riteneva che tutti i non-russi e i non cristiani ortodossi, particolarmente gli ebrei, non dovessero aver alcun diritto alla cittadinanza: a sostegno di questa posizione affermava inoltre di credere nella teoria del complotto della cospirazione giudaico-bolscevica ma nonostante la sua opposizione al socialismo tradizionale, Gorguloff si opponeva fermamente contro ogni forma di monarchia, di capitalismo e libero mercato in quanto in contrasto con la società rurale. In gran parte delle sue poesie Gorgulov lodava quella che definiva la Russia più "selvaggia" e "barbarica" che riteneva diretta discendente della cultura dell'antica scizia. Gorguloff credeva che fosse dovere della Russia, in quanto portatrice di una "spiritualità primitiva", sconfiggere la civiltà occidentale, che concepiva come una società decadente che tramite la modernità minacciava l'antica cultura tradizionale russa e la natura del paese.

## Omicidio di Paul Doumer
Il 6 maggio del 1932 si tenne una fiera libraria presso l'Hôtel Salomon de Rothschild di Parigi cui partecipò anche il presidente della repubblica francese, Paul Doumer.
Gorguloff giunse all'albergo con una pistola Browning FN1910 con cui sparò tre colpi alle spalle del presidente di cui due a segno, uno sulla parte posteriore della testa e l'altro nell'ascella destra ma seppur portato d'emergenza all'ospedale Beaujon di Parigi spirò il giorno successivo. Uno degli organizzatori dell'evento, lo scrittore Claude Farrère, ebbe uno scontro fisico con Gorguloff e riuscì a immobilizzarlo a terra fino all'arrivo della polizia. Gorguloff affermò che il motivo dell'omicidio del presidente Doumer fu lo scarso supporto della Francia all'Armata Bianca nel combattere contro il bolscevismo in territorio russo.
Gorguloff venne così arrestato e il 25 luglio 1932 venne portato a processo in corte d'assise. Venne riportato che durante il processo manifestò un comportamento bizzarro ed eccentrico che andava dalle frequenti e ripetute interruzioni delle altrui testimonianze a insolite affermazioni di star progettando dei viaggi sulla Luna, affermò inoltre di essere il vero responsabile del rapimento Lindbergh. Nonostante ciò la giuria rifiutò qualunque appello di difesa relativo alla sua salute mentale e Gorguloff venne condannato a morte. Il 20 agosto la corte di cassazione bocciò definitivamente l'appello di malattia mentale e il 14 settembre Gorguloff venne giustiziato presso il carcere di La Santé di Parigi tramite ghigliottina. Le sue ultime parole furono "Россия, моя страна!" ("Russia, paese mio!"). Venne seppellito nel cimitero di Ivry.
La pistola usata nell'omicidio è ora esposta al Musée des Collections Historiques de la Préfecture de Police della città di Parigi.
Le sue opere sono tuttora inedite in lingua italiana.